# Mouse Music
Mouse Music è il quarto album in studio del gruppo musicale italiano Two Fingerz, pubblicato il 29 maggio 2012 dalla Sony Music. Per pubblicizzare l'uscita dell'album, il gruppo ha inventato un personaggio immaginario, John Carley, una sorta di portavoce virtuale del duo.

## Il disco
Mouse Music è stato anticipato da quattro videoclip pubblicati dal 2 aprile attraverso il sito ufficiale del duo. Il primo di questi quattro video è stato Bosco. Gli altri video sono usciti il 9, il 16 ed il 23 aprile e sono rispettivamente Come le chitarre (che comprende la collaborazione del duo di disc jockey Thori & Rocce), Eco (con la collaborazione del rapper Gué Pequeno) e Vai a lavorare (con la collaborazione di Emis Killa).
Il 4 maggio 2012 è stato invece pubblicato il singolo apripista dell'album, ovvero Questa musica, mentre il 5 ottobre è stato pubblicato il secondo ed ultimo singolo, Come le vie a NY.

## Tracce
1. Mouse Music (feat. Alex Farolfi) – 2:34
2. Questa musica – 3:12
3. Capra (feat. Caparezza) – 4:07
4. Donne pazze – 3:43
5. Come le vie a NY – 3:41
6. Non capisco cosa vuoi (feat. J-Ax & Max Pezzali) – 3:05
7. Sha La La La – 3:24
8. Fuori piove – 3:15
9. Free Love Free Drink – 3:41
10. Barlamento – 3:18
11. E.T. – 4:00
12. La lingua dell'amore – 4:44
13. Burattino – 3:36

CD bonus nell'edizione deluxe
1. Bosco (feat. John Carley) – 4:00
2. Come le chitarre (feat. Don Joe & Shablo) – 3:45
3. Mamadu (feat. Sud Sound System) – 3:07
4. Vai a lavorare (feat. Emis Killa) – 3:20
5. Pac Man (feat. Dargen D'Amico) – 3:55
6. Eco (feat. Gué Pequeno) – 3:37
7. Baledetta primavera – 4:10 – presente solo nella versione di iTunes[3]

## Classifiche
| Classifica (2012) | Posizione massima |
| ----------------- | ----------------- |
| Italia            | 2                 |